# (541053) 2018 CU5
(541053) 2018 CU5 es un asteroide perteneciente al cinturón de asteroides descubierto el 4 de abril de 2014 por el equipo del Mount Lemmon Survey desde el Observatorio del Monte Lemmon, Arizona, Estados Unidos.

## Designación y nombre
Designado provisionalmente como 2018 CU5.

## Características orbitales
2018 CU5 está situado a una distancia media del Sol de 2,675 ua, pudiendo alejarse hasta 3,200 ua y acercarse hasta 2,149 ua. Su excentricidad es 0,196 y la inclinación orbital 15,20 grados. Emplea 1598,09 días en completar una órbita alrededor del Sol.

## Características físicas
La magnitud absoluta de 2018 CU5 es 17,1. 